# Zora Stančič
Zora Stančič (Stančić), slovenska vizualna umetnica, * 10. marec 1956, Štrbe, Bosna in Hercegovina.

## Življenje in delo
Osnovno in srednjo šolo je končala v Ljubljani. Diplomirala je leta 1984 na Akademiji za likovno umetnost v Sarajevu. Leta 1990 je končala še grafično specialko na Akademiji za likovno umetnost v Ljubljani. Študijsko se je izpopolnjevala v Parizu, na Dunaju, v ZDA in na Češkem. Njena dela so v stalnih zbirkah v Albertini na Dunaju, v Fond National d’Art Contemporain v Parizu, v Moderni galeriji v Ljubljani in v Jane Voorhees Zimmerli Art Museum v New Brunswicku v New Jerseyju, ZDA.
Med letoma 1992 in 1999 je bila likovna urednica kulturnega časopisa Razgledi.
Je redna profesorica za grafiko na ALUO v Ljubljani.
Spada med najbolj samosvoje in prepoznavne slovenske vizualne umetnice. Sodeluje tudi na drugih področjih, kot so arhitektura, oblikovanje, film.
Živi in dela v Ljubljani.
Leta 2016 je prejela Župančičevo nagrado.

### Zasebno
Njen partner je režiser Damjan Kozole in imata sina.